# Hannivka, Verhnodniprovsk
Hannivka (în ucraineană Ганнівка) este localitatea de reședință a comunei Hannivka din raionul Verhnodniprovsk, regiunea Dnipropetrovsk, Ucraina.

## Demografie
Componența lingvistică a localității Hannivka
     Ucraineană (92,67%)
     Rusă (3,58%)
     Română (2,73%)
Conform recensământului din 2001, majoritatea populației localității Hannivka era vorbitoare de ucraineană (92,67%), existând în minoritate și vorbitori de rusă (3,58%) și română (2,73%).